# Neumarkt in Steiermark
Neumarkt in Steiermark là một đô thị thuộc huyện Murau thuộc bang Steiermark, nước Áo. Đô thị Neumarkt in Steiermark có diện tích 5,14 km², dân số thời điểm cuối năm 2005 là 1910 người.